# District de Papum Pare
Le district de Papum Pare est un district de l'état de l'Arunachal Pradesh, en Inde,

## Géographie
Au recensement de 2011, sa population compte 176 385 habitants.
Son chef-lieu est la ville de Yupia. 